# 구글 문서도구
구글 문서도구 또는 구글 독스(영어: Google Docs)는 구글의 웹 기반 서비스로 워드 프로세서, 스프레드시트, 프레젠테이션, 그림 등 편집 및 뷰어 기능이 포함되어 제공된다. 2012년 4월 구글 드라이브를 기반으로 통합되었다. 별도로 스마트폰 등의 디바이스에 독립적으로 설치 앱을 제공한다. 한편 '구글 독스'(Google Docs)는 오피스 전체를 의미하기도 하지만 간혹 문서편집기(워드프로세서)인 독스(Docs)만을 의미한다.

## 역사
구글 문서도구는 여러 차례 개명과 기능 추가를 거쳤다.
2005년 8월 소프트웨어 개발사인 업스타틀(Upstartle)은 라이틀리(Writely)라는 온라인 서비스를 개시하였다. 기존 오프라인 기반 워드프로세서와 차별화되는 공동 문서 편집 기능 및 공유 기능을 통해 영어권 사용자들을 끌어들였다.
구글은 라이틀리의 개발사를 2006년 3월 9일에 인수하였으며 당시 자체 베타 서비스 중이던 구글 스프레드시트 서비스와 통합하여 2006년 10월 구글 문서와 스프레드시트 (Google Docs & Spreadsheets)를 개시하였다.
2007년 9월 17일, 토닉 시스템즈(Tonic Systems)가 개발한 온라인 프레젠테이션 서비스를 구글에서 인수하여 워드프로세서와 스프레드시트와 함께 프레젠테이션 제작 서비스를 할 수 있게 되었다. 이에 맞춰 구글 문서와 스프레드시트의 영문 명칭은 구글 독스(Google Docs)로 바뀌었으며, 한글 명칭은 구글 오피스로 개명되었다. 현재는 구글 문서도구로 바뀌었다.
2009년 4월에 그림 삽입 기능이 추가되어 SVG 포맷의 벡터 그래픽을 그려 넣을 수 있게 되었다.

## 기능
문서
- WYSIWYG 방식으로 문서 작성이 가능하다. 지원하는 문서 포맷은 마이크로소프트 워드(.doc), 서식있는 텍스트(.rtf), 오픈도큐먼트(.odt), PDF(.pdf), 텍스트(.txt), HTML(.html)이다.
- API를 이용하여 블로그에 직접 글을 올릴 수 있다.

스프레드시트
- 지원하는 문서 포맷은 마이크로소프트 엑셀(.xls), CSV(.csv), 오픈도큐먼트(.ods), PDF(.pdf), 텍스트(.txt), HTML(.html)이다.
- 지원하는 크기는 1만행, 256열, 10만 개 셀, 40시트 이내. 동시에 열 수 있는 스프레드시트는 11개이다.

프레젠테이션
- ZIP 포맷으로 압축하여 다운로드가 가능하다. 지원하는 문서 포맷은 마이크로소프트 파워포인트(.ppt). 초기에는 읽을 수만 있었으나 2008년 4월부터 ppt 파일로 저장도 가능해졌다.